# Stig Ingemansson
Stig Ingemansson, född 30 augusti 1921 i Simrishamn, död 10 september 1999 i Fässberg, Mölndal, var en svensk ingenjör drivande i frågor runt byggnadsakustik.
Stig Ingemansson avlade 1948 civilingenjörsexamen i elektroteknik vid Chalmers tekniska högskola. Efter andra anställningar återvände Stig Ingemansson till Chalmers 1953 och samarbetade då med Uno Ingård som doktorerat vid Massachusetts Institute of Technology. Tjänsten vid CTH ledde 1963 till en tillförordnad professur i byggnadsakustik vilken Stig Ingemansson innehade till 1969, parallellt med olika konsultuppdrag. 1956 grundades konsultföretaget Ingemanssons Ingenjörsbyrå AB.
Stig Ingemansson var drivande i att Sverige blev till ett föregångsland när det gäller lagstiftning och riktlinjer för ljudmiljön. Han bidrog i hög grad till ett aktivt forsknings- och utvecklingsarbete gällande ljudisolerande byggnadsdelar och erhöll flera patent, bland annat på ljudisolerande fönster. 
Stig Ingemansson utnämndes till hedersdoktor vid CTH 1985.